# 奧托二世 (士瓦本)
奧托二世（約995年—1047年9月7日），埃措南王朝的成員，從1034年到1045年是洛林-普法爾茨伯爵，從1045年到他去世時為士瓦本公爵。
奧托是洛林-普法爾茨伯爵埃佐（955年-1034年）和他的妻子瑪蒂爾達（979年-1025年）的兒子，瑪蒂爾達是皇帝奧托二世與皇后賽奧法諾的女兒。奧托二世是埃措南王朝的一員。奧托的哥哥赫爾曼於1036年成為科隆總主教；他的妹妹里切莎於1013年嫁給波蘭國王梅什科二世。
1034年，奧托二世的父親去世後，奧托繼承他的爵位，成為洛林-普法爾茨伯爵以及多伊茨和萊茵奧爾高的伯爵，因為他的哥哥柳道夫已經在1031年去世。他還擔任由他父母興建、在科隆附近的布勞韋勒修道院的保護人（Vogt），
在薩利安王朝皇帝亨利三世與下洛林公爵戈德弗瓦三世的衝突中，奧托二世是的忠實支持者。亨利三世將他於士瓦本公爵赫爾曼四世早逝無嗣後奪取的士瓦本公國交給奧托作為回報。1045年4月7日復活節在戈斯拉爾皇宮舉行授封爵位儀式；作為交換，奧托二世放棄洛林-普法爾茨伯爵的爵位，將爵位授予他的堂兄亨利一世。此外，他在凱澤斯韋特和杜伊斯堡的領地亦移交給王室。

## 婚姻及子女
奧托迎娶埃吉賽姆伯爵休四世的女兒。他們有一個女兒士瓦本的里切莎（約1025年-1083年），她首先嫁給韋爾伯爵赫爾曼，其後嫁給諾特海姆的奧托。另一個女兒希爾德加德嫁給布倫的腓特烈，他們是士瓦本公爵腓特烈一世的父母。最近，奧托的婚姻聯盟具有爭議。
1047年，奧托在準備對抗佛蘭德伯爵的博杜安五世和荷蘭伯爵德克四世的入侵軍隊時，意外地死在他的城堡--通布堡。他被埋葬在布勞韋勒修道院；儀式由他的妹夫圖爾主教布魯諾，即後來的教皇利奧九世主持。1048年，皇帝亨利三世任命施韋因富特的奧托繼承為士瓦本公爵。